# Michael Gallant
Michael Gallant è un personaggio della serie televisiva E.R. - Medici in prima linea, interpretato da Sharif Atkins.

## Storia del personaggio
Michael Gallant compare per la prima volta al County General Hospital a fine 2001, in qualità di tirocinante del terzo anno affidato al dottor John Carter. Proveniente da una famiglia di militari, anche Gallant in passato aveva servito l'esercito statunitense. Inizialmente non va molto d'accordo con il dottor Pratt, benché in seguito i due diverranno ottimi amici. Al contrario cattura subito la stima e la simpatia della dottoressa Weaver, dopo averle dimostrato quanto riesca a mantenere il sangue freddo in situazioni critiche.
Gallant si innamorerà della dottoressa Neela Rasgotra, ma prima ancora che i due possano iniziare una relazione, Gallant partirà in missione in Iraq. Nel corso della dodicesima stagione della serie, durante una breve licenza dalla missione, Gallant e Neela prenderanno l'impulsiva decisione di sposarsi e comprare una casa insieme. Tuttavia, da lì a poco Gallant morirà in un attentato in Iraq, lasciando Neela sola e sconvolta. Il funerale di Gallant avverrà durante l'ultimo episodio della dodicesima stagione.